# Prinz-Georg-Straße 37, 39, 41 (Düsseldorf)

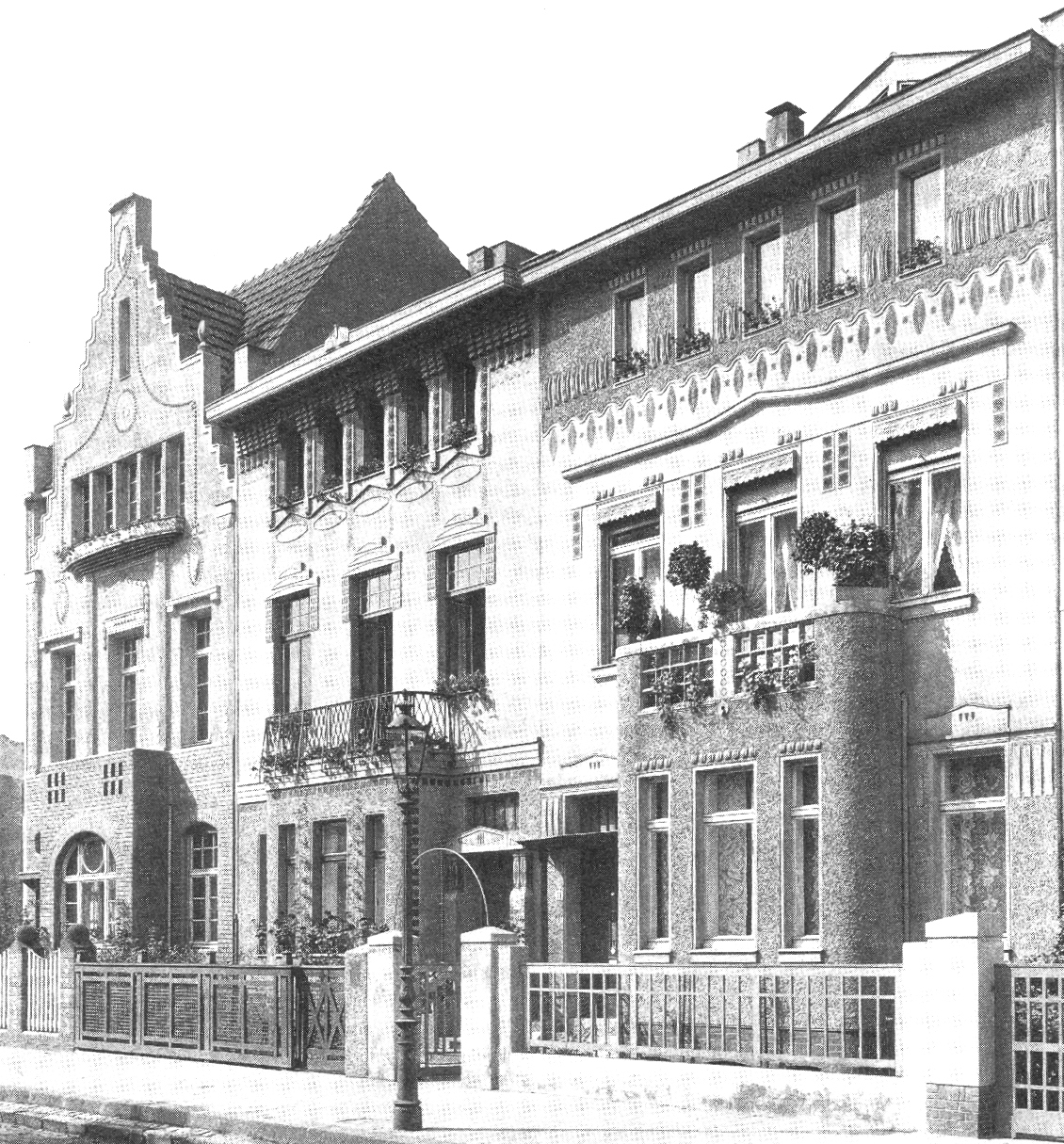
Wohnhäuser Prinz-Georg-Straße 37, 39 und 41 in Düsseldorf

Die Zeilenwohnhäuser Prinz-Georg-Straße 37, 39, 41 waren eine zu Beginn des 20. Jahrhunderts erbaute Gebäudegruppe in der Prinz-Georg-Straße in Düsseldorf, die nicht erhalten ist.

## Geschichte
Die drei Häuser wurden vor 1907 von dem Düsseldorfer Architekten Gottfried Wehling erbaut. Die Architektur war „in moderner Stilisierung“ durchgeführt, die Fassaden waren verputzt. Während der Putz der Häuser Nr. 37 und 39 in grau-gelblichem Farbton gehalten war, war das Haus Nr. 41 mit dunkelgrauem Putz und Klinkermauerwerk gestaltet worden. Die Baukosten betrugen 24.000 Mark für das Haus Nr. 37 und jeweils 27.000 Mark für die anderen beiden Häuser.